# Zirconolit
Zirconolit là một loại khoáng vật calci zirconi titanat; công thức hóa học CaZrTi2O7.  Một số mẫu của khoáng vật này có thể chứa thori, urani, xeri, niobi và sắt; sự hiện diện của thori và/hoặc urani làm nó có tính phóng xạ. Khoáng vật này có màu đen hoặc nâu